# 秦巴巴鲵
秦巴巴鲵（学名：Liua tsinpaensis）为小鲵科巴鲵属的两栖动物，是中国的特有物种。分布于四川、陕西等地，多见于溪边大石块下或碎石泥缝中。其生存的海拔范围为1770至1860米。该物种的模式产地在陕西周至。
本种是根据采集自陕西周至的标本命名，最初划归北鲵属（Ranodon），称秦巴北鲵。后有学者根据秦巴北鲵与黄斑小鲵（Hynobius flavanaculatus）各部特征极为相似，而与北鲵属或小鲵属（Hynobius）等的属征有明显区别，故将本种与黄斑小鲵归为一新属－拟小鲵属（Pseudohynobius）。
之后李悦、曾晓茂等学者通过基因技术分析认为本种与巫山巴鲵（Liua shihi）同属巴鲵属，应更名为“秦巴巴鲵”。